# Ком-сюр-Артюби
Ком-сюр-Артюби́ или Комп-сюр-Артюби (фр. Comps-sur-Artuby) — коммуна на юго-востоке Франции в регионе Прованс — Альпы — Лазурный берег, департамент Вар, округ Драгиньян, кантон Флейоск.
Площадь коммуны — 63,49 км², население — 315 человек (2006) с тенденцией к росту: 334 человека (2012), плотность населения — 5,3 чел/км².

## Население
Население коммуны в 2011 году составляло — 313 человек, а в 2012 году — 334 человека.
| 1962 | 1968 | 1975 | 1982 | 1990 | 1999 | 2004 | 2006 | 2009 | 2011 | 2012 |
| ---- | ---- | ---- | ---- | ---- | ---- | ---- | ---- | ---- | ---- | ---- |
| 282  | 242  | 206  | 271  | 272  | 280  | 320  | 315  | 328  | 313  | 334  |

Динамика населения:

## Экономика
В 2010 году из 206 человек трудоспособного возраста (от 15 до 64 лет) 155 были экономически активными, 51 — неактивными (показатель активности 75,2 %, в 1999 году — 67,5 %). Из 155 активных трудоспособных жителей работали 121 человек (63 мужчины и 58 женщин), 34 числились безработными (20 мужчин и 14 женщин). Среди 51 трудоспособных неактивных граждан 6 были учениками либо студентами, 23 — пенсионерами, а ещё 22 — были неактивны в силу других причин.
На протяжении 2010 года в коммуне числилось 123 облагаемых налогом домохозяйства, в которых проживало 278,0 человек. При этом медиана доходов составила 15 тысяч 369 евро на одного налогоплательщика.

## Достопримечательности (фотогалерея)
- Церковь Сент-Дидье (XII век)
- Часовня Сент-Андре (XIII век)
- Римский мост (XVII век)
- Церковь Сент-Филомен (конец XIX века)
- Часовня Нотр-Дам
- Старый мост через реку Артюби
- Водяная мельница
- Фонтан